# Redline Records
Redline Recordings är ett Stockholmsbaserat skivbolag som drivs av Salla och Masse, The Salazar Brothers. Bolaget grundades år 1996 av bröderna Salla, Chepe och Masse.
Namnet Redline Recordings kommer från röda linjen i Stockholms tunnelbana, som bland annat går genom The Latin Kings trakter i Norra Botkyrka. Skivbolagets studio ligger i Norsborg, linjens ändstation. Skivbolaget fungerar som en egenstyrande underorganisation till Universal Music.

## Artister (urval)
- Carlito
- Dani M
- Fattaru
- Fjärde Världen
- Gee Dixon
- Aki
- Jacco
- Labyrint
- Linda Pira
- Mohammed Ali
- Stor
- The Latin Kings
- The Salazar Brothers
- Två Blåbär
- Kartellen